# Virobiote
Le virobiote (ou virome humain) constitue la composante virale du microbiote. L'ensemble de ces virus présents dans la flore intestinale, et sur le derme contribueraient, parmi d'autres facteurs à la régulation (homéostasie) du microbiote et du système immunitaire.
Le microbiome désigne l'« aire biotique » (aire de vie) d'un microbiote, ce dernier terme caractérisant les organismes qui prédominent ou sont durablement adaptées à la surface et à l'intérieur d'un organisme vivant. On devrait donc, par analogie, employer le plus souvent le terme de virobiote, mais, par abus de langage, on parle plus couramment de virome humain (en) pour désigner le virobiote.
On[Qui ?] estime qu'il a  dans le corps humain il y a 100 fois plus de virus (1015) que de cellules humaines (1013). Chaque être humain en bonne santé porte en moyenne plus de 10 espèces de virus responsables d'infections virales systémiques chroniques et asymptomatiques.
Une étude du virobiote intestinal a dénombré 13000 espèces de virus dont 96% sont des bactériophages,.
Certaines dysbioses du virobiote ont été associées à des situations pathologiques, liée à une absence ou la présence de certains bactériophages. Ainsi, par exemple:
- La présence de phages Propionibacterium et d'autres modifications sont associées à des infections respiratoires récurrentes chez les enfants[6]
- Les infection à Clostridium difficile ont été associées à un déficit en virus caudovirales[7]. En effet, ces derniers bactériophages empêcheraient la formation de biofilms bactériens dans l'épithélium intestinal[8].
- Un phageome spécifique (on composition en bactériophages du virobiote) est corrélé au diabéte de type 2[9].